# Monna Tandberg
Monna Benedicte Tandberg, född 2 juli 1939 i Oslo, död 25 maj 2025, var en norsk skådespelare.
Tandberg, vars föräldrar var läkare respektive konstnär, debuterade 1960 på Nationaltheatret i Michel Fermauds Det smäller i dörrarna. Hon var därefter anställd vid Fjernsynsteatret 1960–1964, Det Norske Teatret 1964–1969, och sedan vid Nationaltheatret från 1969. Hon visade genast spännvidden i sitt spel i Fjernsynsteatrets första uppsättningar, bland annat i titelrollen i Sofokles Antigone och som Claire i Jean Genets Jungfruleken. Här gjorde hon också en stark insats som Alberte i filmserien Alberte og friheten efter Cora Sandels roman. Hon spelade de stora kvinnorollerna i Henrik Ibsens dramatik med realistisk kraft och stark personlig inlevelse, såsom Nora (Ett dockhem), Rebekka West (Rosmersholm), Ellida Wangel (Frun från havet) och Hedda Gabler, den sistnämnda också på turné till Japan. Till hennes mer betydande roller hör också Ofelia i Hamlet och Titania i En midsommarnattsdröm, Sara i Eugene O'Neills More Stately Mansions, fröken i August Strindbergs Spöksonaten, titelrollen i Jean Racines Fedra, Mefistofeles i Goethes Faust och den märkligt sammansatta Eliane i Eduardo Manets Lady Strass.
Tandberg hade också framgång med Eve Enslers Vivagina på Torshovsteatret och Ibsenföreställningen Det er sant! Hvert evige ord (tillsammans med Lars Andreas Larssen. Hon spelade drottning Fjellrose i tv-serien Jul i Blåfjell (1999).
Hon var gift första gången 1962–1971 med Per Bronken och andra gången från 1972 med Arild Brinchmann som avled 1986. Hon var från 1993 sambo med Lars Andreas Larssen, som avled 2014.

## Priser och utmärkelser
- 2003 – "Per Aabels ærespris"[2]
- 2007 – St. Olavs Orden, "Ridder av 1. klasse"[3]
- 2009 – Gammleng-prisen i klassen "skådespelare"[4]
- 2010 – "Æresmedlem" i "Norsk skuespillerforbund"[5]